# 阿埃维尔
阿埃维尔（法語：Ahéville，法語發音：[a.evil] ⓘ）是法国大東部大區孚日省的一个市镇，属于埃皮纳勒区。

## 地理
阿埃维尔（48°17'7"N, 6°11'33"E）面积5.84 平方千米，位于法国大東部大區孚日省，该省份为法国东北部内陆省份，北起默兹省和默尔特-摩泽尔省，西接上马恩省，南至上索恩省和贝尔福地区省，东临上莱茵省和下莱茵省。
与阿埃维尔接壤的市镇（或旧市镇、城区）包括：若尔克塞、拉塞库尔、沃伯克西、沃洛特和塔蒂涅库尔、弗罗维尔、阿维莱尔、巴兹涅。

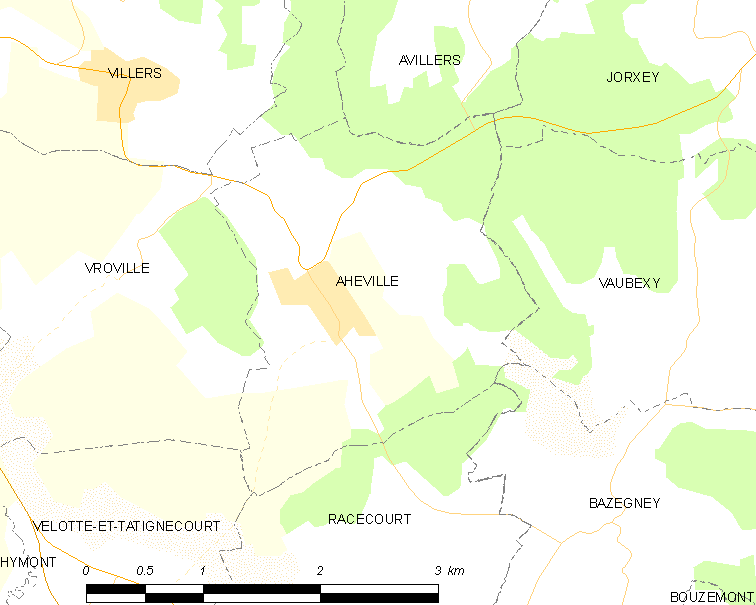
阿埃维尔的OSM定位图

阿埃维尔的时区为UTC+01:00、UTC+02:00（夏令时）。

## 行政
阿埃维尔的邮政编码为88500，INSEE市镇编码为88002。

## 政治
阿埃维尔所属的省级选区为达尔内县。

## 人口

1962-2008年间阿埃维尔人口变化图示

阿埃维尔于2022年1月1日时的人口数量为67人。